# Martin Hadelich
Martin Hadelich (* 21. November 1903 in Einzingen; † 6. August 2004 in Dessau) war ein deutscher Bildhauer und Grafiker in Dessau.

## Leben
Geboren im Jahre 1903 als Sohn eines Pfarrers in Einzingen (Kreis Allstedt/Sangerhausen) besuchte Hadelich die Volksschule und von 1918 bis 1922 die Fachschule für Feinmechanik in Ilmenau. Jahrelang reparierte er Schreibmaschinen und arbeitete später in einer Futtermittel- und Kohlehandlung.
Von seinem 30. Lebensjahr an modellierte Hadelich in seiner knappen Freizeit und entwickelte sich so, in einem 15-jährigen Selbststudium, zum bildenden Künstler. Das nötige Material erhielt er aus einer Ofenkachelfabrik, in der er auch seine aus Ton geformten Kleinplastiken brannte. Ab 1943 arbeitete er als freischaffender Künstler.
Nach dem Ende des Zweiten Weltkrieges ging Hadelich als freischaffender Bildhauer in das alte thüringische Töpferstädtchen Bürgel und erlernte dort von 1946 bis 1949 das Töpferhandwerk. Dort lernte er seine spätere Ehefrau, die Malerin und Grafikerin Irmela Nauck (1923–2017), kennen und folgte ihr 1950 in ihre Heimatstadt Dessau.
In Dessau angekommen, schuf er für die Staatliche Galerie Dessau anlässlich der Ausstellung 400 Jahre gesellschaftliche Entwicklung die lebensgroße Gipsplastik Obdachlose, die als ältestes erhaltenes Werk des Künstlers gilt. Es folgten zunächst baugebundene Arbeiten sowie plastische Putzschnitt- und Wandkeramikgestaltungen.
In den 1960er-Jahren schuf Hadelich wieder Skulpturen, die sich im Stadtbild von Dessau verteilt finden: Kraniche (Kavalierstraße), Ziegenreiterin (Stadtpark), Völkerfreundschaft (vor Scheibe Nord), Akrobaten (ehemaliges Restaurant am Museum), Keramikfiguren im Treppenaufgang in der Volksschwimmhalle. Ab 1970 verlegte er sein Schaffen auf kleinformatige Keramikskulpturen. 1972 erhielt er den Wilhelm-Müller-Kunstpreis der Stadt Dessau. 1995 löste Hadelich seine Werkstatt im Palais Hilda auf.
Seine Tochter Christine Rammelt-Hadelich (* 1955) ist Bildhauerin.

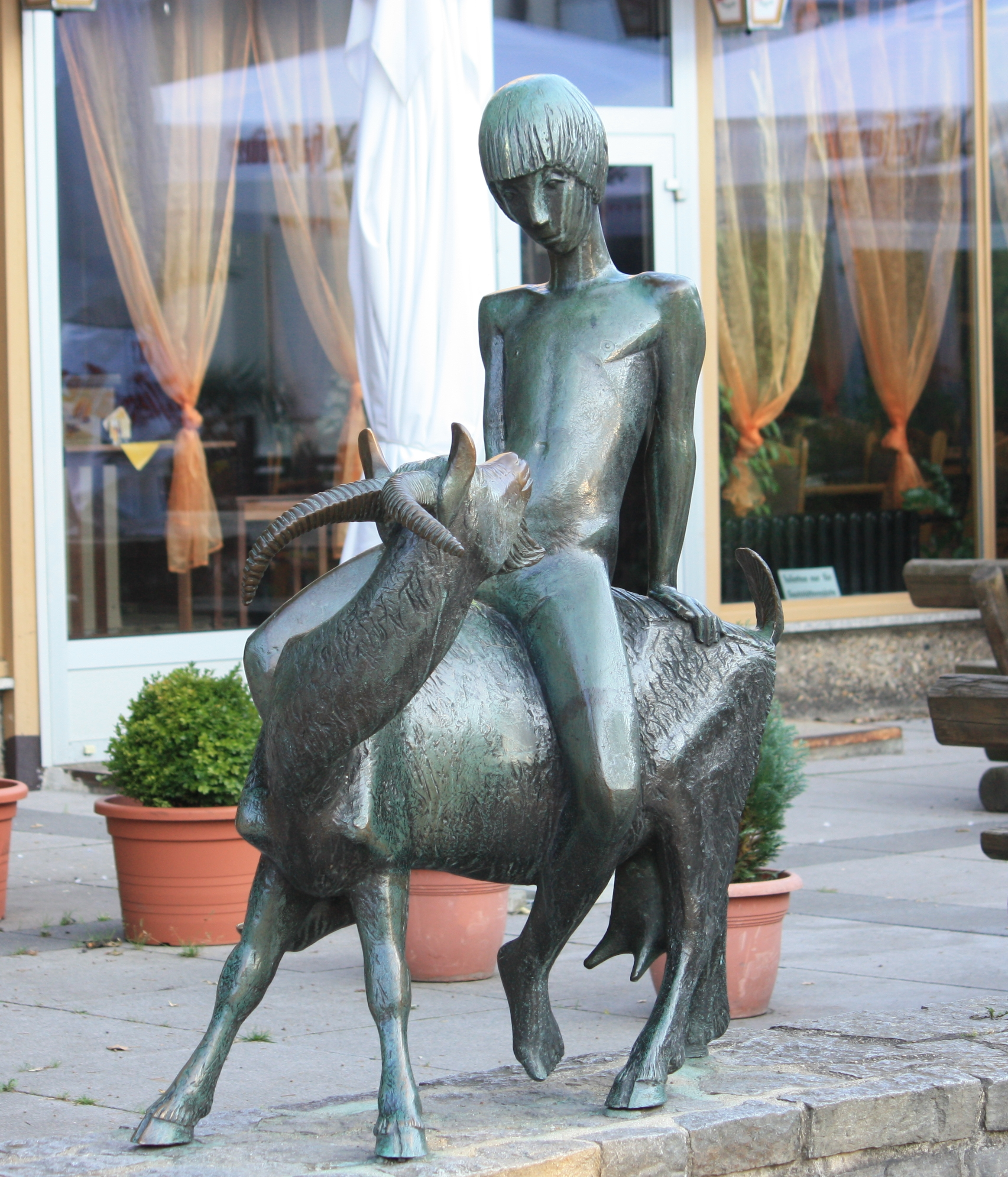
Skulptur „Die Ziegenreiterin“ im Stadtpark in Dessau
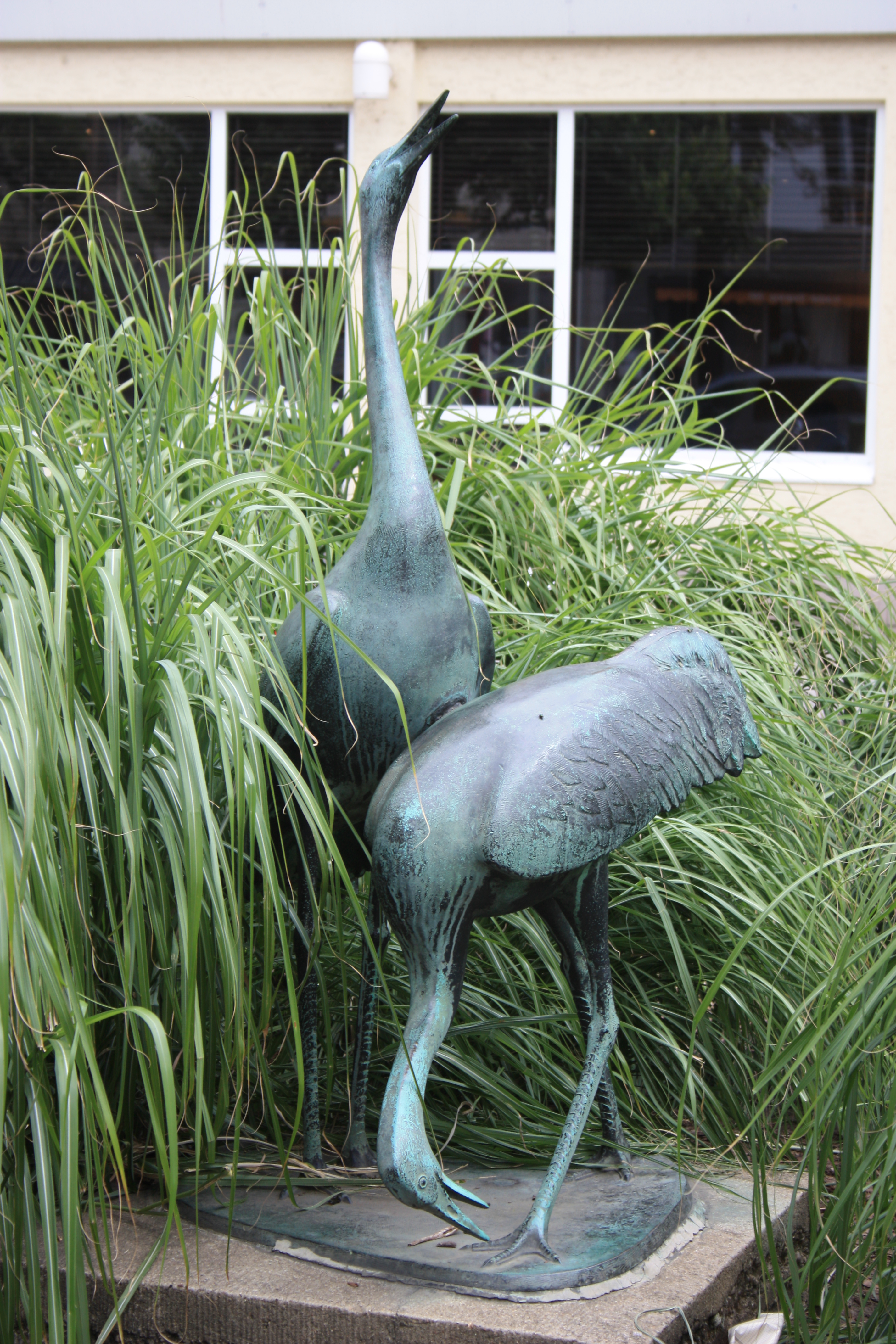
Skulptur „Kraniche“ im Stadtzentrum von Dessau
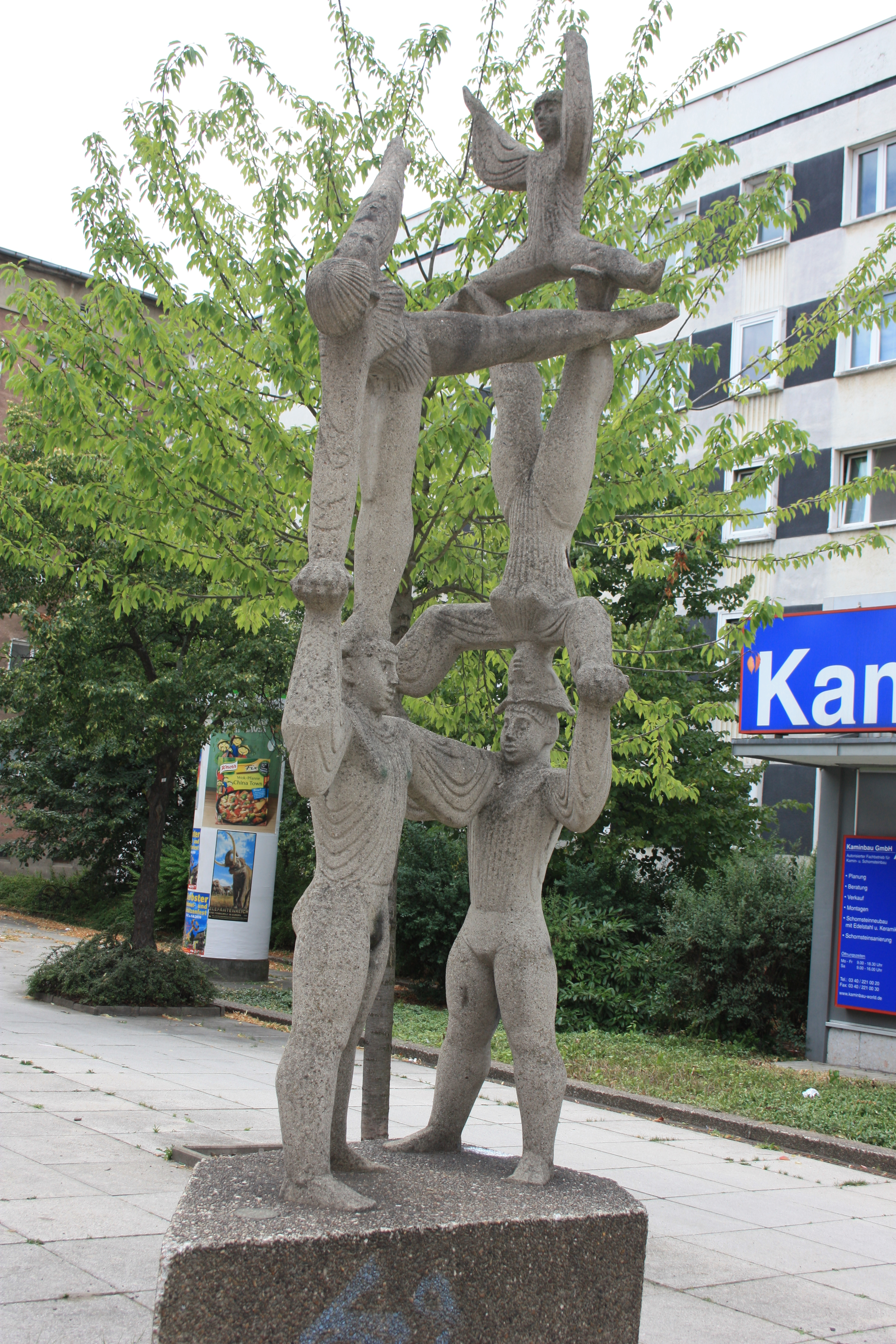
Skulptur „Akrobaten“ im Stadtzentrum von Dessau
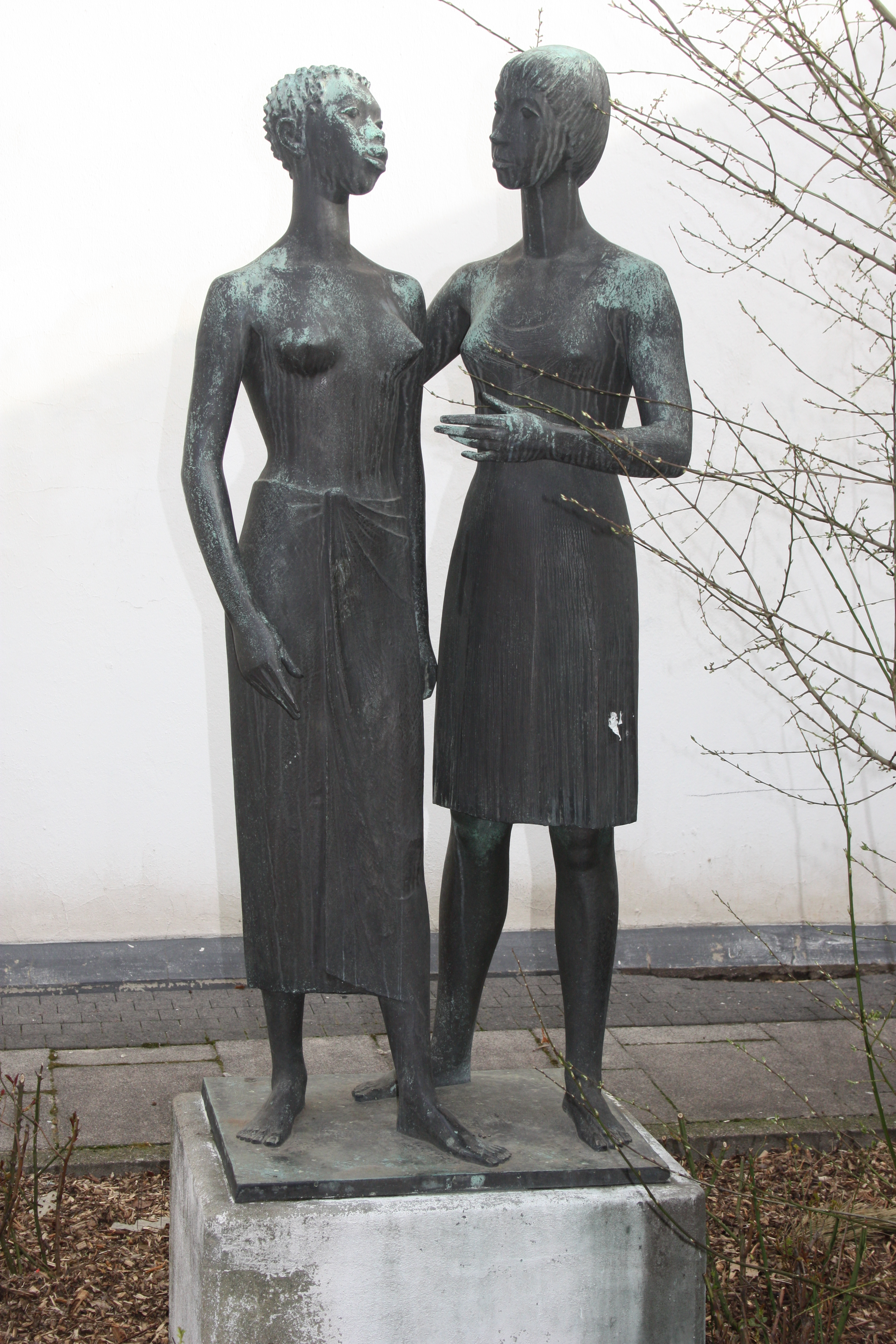
Skulptur „Völkerfreundschaft“ im Stadtzentrum von Dessau an der Scheibe Nord

## Darstellung Hadelichs in der bildenden Kunst
- Christine Rammelt-Hadelich (* 1955): Martin Hadelich (Porträtplastik, Bronze)[1]

## Ausstellungen (Auswahl)

### Einzelausstellungen
- 1984: Dessau, Orangerie Schloss Georgium
- 1988: Dessau, Schloss Mosigkau (Plastik, Wandgestaltung, Zeichnung)
- 1993: Dessau, Schloss Mosigkau (Plastische Bildwerke)
- 2004: Dessau, Orangerie Schloss Georgium

### Ausstellungsbeteiligungen
- 1951: Berlin, Museumsbau am Kupfergraben („Künstler schaffen für den Frieden“)
- 1962/1963: Dresden, Fünfte Deutsche Kunstausstellung
- 1968: Dessau, Staatliche Galerie Schloss Georgium („Dessauer Künstler stellen aus“)
- 1969 und 1979: Halle/Saale, Bezirkskunstausstellungen
- 1972/1973: Dresden, VII. Kunstausstellung der DDR
- 1973: Berlin, „Plastik und Blumen“
- 1973: Halle/Saale, Museum Schloss Mosigkau („Bildhauer des Bezirkes Halle“)
- 1987: Dresden, Galerie Rähnitzgasse („Wirklichkeit und Bildhauerzeichnung“)